# Адріана Ліма
Адріа́на Лі́ма да Сі́лва (порт. Adriana Lima da Silva; нар. 12 червня 1981, Салвадор, Бразилія) — бразильська супермодель, акторка, продюсерка, режисерка та благодійниця.. Друга в списку найвисокооплачуваніших моделей світу за рейтингом Forbes у 2014—2017: у  2016 р. її прибуток досяг 10,5 мільйонів доларів США.

## Біографія
Народилася 12 червня 1981 року в бразильському місті Салвадор. Має португальське, африканське, японське, швейцарське, бразильсько-індіанське та вест-індійське походження.
У квітні 2006 року Ліма заявила журналу GQ, що займатиметься сексом тільки після вступу в шлюб. «Секс має бути після одруження. Вони (чоловіки) мають поважати це, це мій вибір. Якщо вони його не поважають, значить, вони мене не хочуть».
З 2001 Ліма зустрічалася музикантом Ленні Кравіцом, заручилася в 2002, в 2003 розійшлася. Після цього до 2006 року зустрічалася з Венцеславом, принцом Ліхтенштейну. У 2006 році була у стосунках із директором Маямі Марлінс Дереком Джетером.
14 лютого 2009 року Ліма одружилася з сербським баскетболістом Марком Яричем (серб. Marko Jarić) у Джексон-Голі, штат Вайомінг. У травні 2009 Ліма намагалася отримати сербське громадянство, але пара переїхала до Мадриду. 15 листопада 2009 року Народила доньку Валентину Ліму-Ярич. 12 вересня 2012 року народила другу дочку Сієнну, а вже Післяпологовий період брала участь у показі Victoria's Secret. 2 травня 2014 року пара оголосила про розлучення,, завершене в березні 2016 року.
Після розлучення Ліма зустрічалася зі своїм охоронцем Джо Томасом, а також з Джастіном Бібером, Самі Хедірою, кінець Джуліаном Едельманом, з бейсболістом «Нью-Йорк Метс». З червня 2017 року в стосунках з турецьким письменником Метіном Харою.
Крім португальської, Ліма володіє англійською, французькою та трохи італійською й іспанською мовами.

## Кар'єра
У 15 років Ліма зайняла друге місце в конкурсі краси «Супермодель року», а наступного року посіла друге місце. 
У 1998 році вона підписала контракт з агентством Elite і переїхала до Нью-Йорка.
З 1999 до 2018 року Ліма працювала «ангелом» «Victoria's Secret», підписавши контракт з брендом. За цей час вона з'явилась на обкладинкак таких «GQ», «ELLE», «Esquire», «Vogue», «Marie Claire» і брала участь у всіх Victoria's Secret Fashion Show — одному з найвідоміших модних показів світу, зокрема і через 8 місяців після народження доньки.
Після модельного успіху Адріана Ліма звернулася до кіноіндустрії. Вона виконала понад 50 ролей (здебільшого камео), спродюсувала телесеріал American Beauty Star (2017) та зрежисувала спеціальний випуск Victoria's Secret Fashion Show (2015).
Ліма займається благодійністю. Зокрема, вона зробила грошову пожертву на розширення дитячого будинку Caminhos da Luz («Шляхи світла») у рідному місті Салвадор, а також неодноразово купувала одяг для дітей з малозабезпечених родин міста.

## Фільмографія

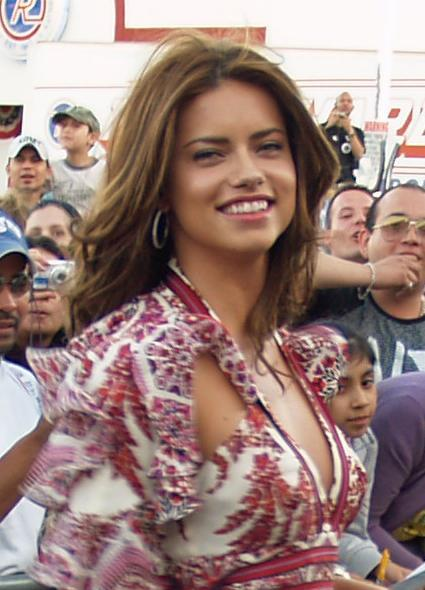
На премєрі Спайдермена 3, 2007, Нью-Йорк

| Рік  |    | Українська назва       | Оригінальна назва                | Роль                          |
| ---- | -- | ---------------------- | -------------------------------- | ----------------------------- |
| 1996 | с  |                        | Pista Dupla                      |                               |
| 2001 | кф | Стеження               | The Follow                       | Дружина                       |
| 2002 | в  |                        | Lenny Kravitz: Yesterday Is Gone | Адріана Ліма (немає в титрах) |
| 2007 | с  | Як я зустрів вашу маму | How I Met Your Mother            | Адріана Ліма                  |
| 2008 | с  | Погануля Бетті         | Ugly Betty                       | Адріана Ліма                  |
| 2013 | с  |                        | The Crazy Ones                   | Адріана Ліма                  |
| 2014 | с  |                        | Love Advent                      | Адріана Ліма                  |
| 2018 | ф  | Вісім подруг Оушена    | Ocean's Eight                    | Адріана Ліма (немає в титрах) |